# De Bezem
De Vereeniging De Bezem was tussen 1928 en 1932 een Nederlandse fascistische politieke organisatie. Zij werd op 15 december 1928 te Utrecht opgericht door Hugo Sinclair de Rochemont en George Charles Labouchère. De organisatie kwam voort uit het gelijknamige weekblad, dat ongeveer een jaar eerder was opgericht.

## Aanloop
Dit was niet de eerste keer dat een fascistisch initiatief De Bezem genoemd werd. Al in het voorjaar van 1924 (dus vier en een half jaar eerder) had Sinclair overwogen een weekblad, getiteld De Bezem het licht te doen zien. Het was zijn bedoeling om met dit weekblad de geest van het actualisme in te voeren binnen arbeiderskringen. Daartoe moest De Bezem een eenvoudig en goedkope publicatie worden, bereikbaar voor ieder lid van de arbeidersklasse. De Bezem moest in rake taal zeggen waar het op stond, zodat het blad een middel zou worden tot propagering van het fascistische gedachtegoed onder de massa. Sinclair had zelf de naam De Bezem bedacht, omdat naar zijn mening de Nederlandse politiek aan een dergelijk voorwerp het dringendst behoefte had. De financier van het Nederlandse fascisme, Alfred Haighton, besloot echter anders: hij koos voor een meer representatief en relatief duur weekblad, dat gericht was op datgene wat Haighton beschouwde als de doelgroep voor het fascistische gedachtegoed: de Nederlandse bourgeoisie. Zo verscheen in de zomer van 1924 het weekblad De Vaderlander als spreekbuis voor het Verbond van Actualisten (VvA).

## Tweede poging

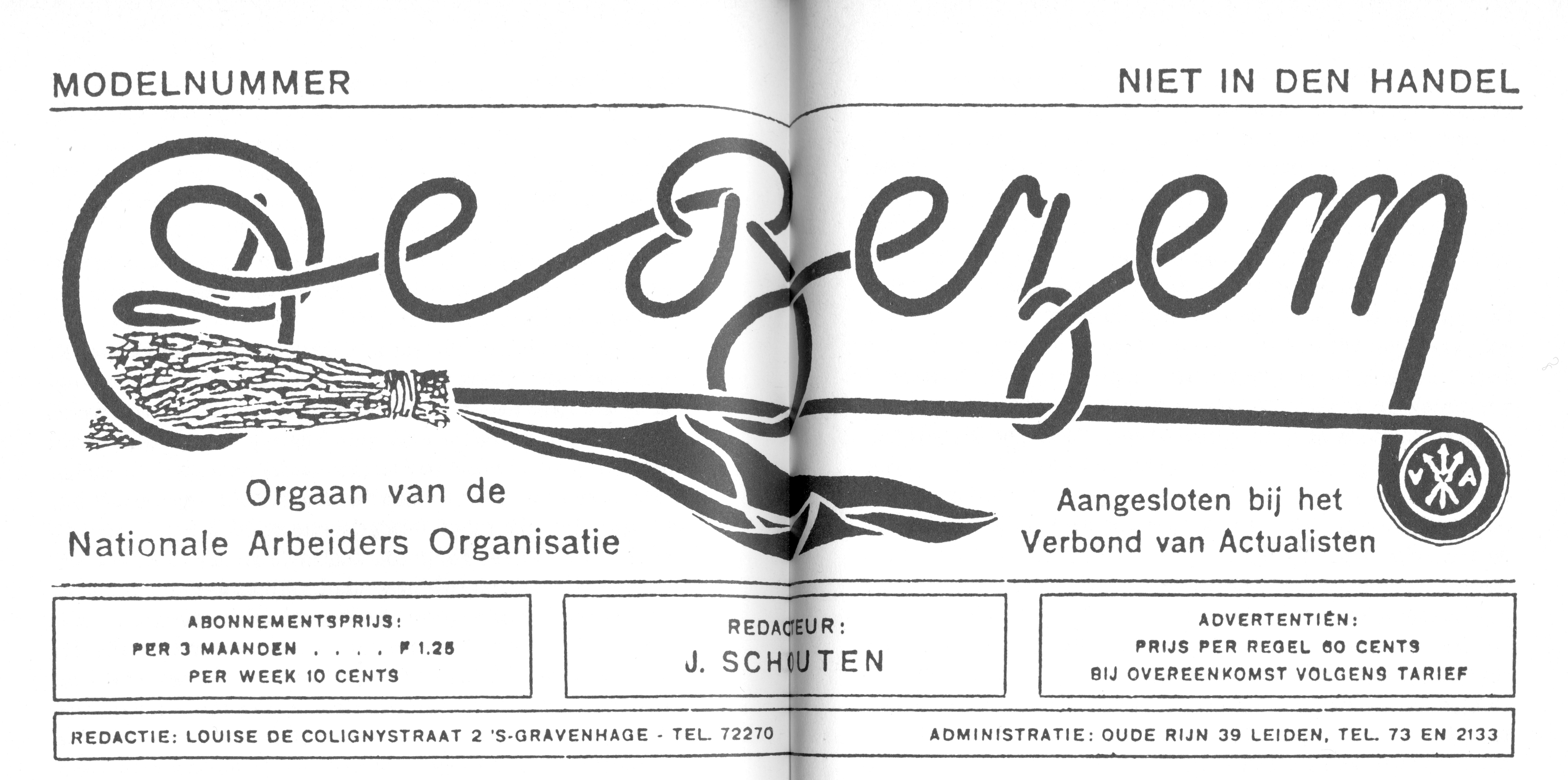
Omslag van het proefnummer van De Bezem, voorjaar 1925

Toen binnen het VvA echter als 'vakbond' de Nationale Arbeiders Organisatie (NOA) werd opgericht, moet Sinclair dit als mogelijkheid hebben gezien om zijn plannen door te voeren. Hij trachtte aan de NAO zijn volksweekblad De Bezem op te hangen. Aanvankelijk leek dit te lukken, want in november 1924 meldde De Vaderlander: 'Binnenkort zal worden overgegaan tot de uitgave van het Volksweekblad De Bezem, dat naar wij hopen een even goede ontvangst zal mogen te beurt vallen als De Vaderlander'.
Pas in het voorjaar van 1925 verscheen een 'model-nummer' van De Bezem, dat niet in de handel verkrijgbaar was. Het was een door Sinclair zelf met schaar en lijmpot vervaardigd proefexemplaar, waarvan de ondertitel luidde: 'Orgaan van de Nationale Arbeiders Organisatie - Aangesloten bij het Verbond van Actualisten'. Verder dan enige aankondigingen en een modelnummer is het toen echter niet gekomen. Vermoedelijk vond Sinclair geen financiering voor zijn volksweekblad. De Bezem verdween weer in de la, waar het tot december 1927 zou blijven liggen.

## WeekbladDe Bezem
In het najaar van 1927 vatten Haighton en Sinclair hun plan weer op om een nieuw tijdschrift te laten verschijnen. Het moest een populaire en goedkope uitgave worden, zich richtend op de arbeider en 'de kleine man'. Op 9 december 1927 zag het eerste nummer het licht van De Bezem, fascistisch weekblad voor Nederland. Haighton verzorgde de financiering en Sinclair vormde in zijn eentje de redactie. In het begin werd het weekblad bijna geheel door Sinclair volgeschreven. Het waren saaie, opsommende artikelen. Daarnaast werden frequent redevoeringen van Mussolini afgedrukt. Duidelijk was dat de Nederlandse fascisten, zoals ze zichzelf nu noemden, het Italiaanse voorbeeld volledig hadden overgenomen. Sinclairs theoretiserende artikelen konden niet gezichtsbepalend voor De Bezem zijn, daarvoor ontbrak het hem aan inzicht in hetgeen de massa dreef. Pas toen de kunstenaar Erich Wichmann De Bezem kwam versterken, verkreeg het zijn vulgaire stijl die sterk opviel en voor veel publiciteit zorgde. De inhoud van De Bezem bestond voornamelijk uit gescheld en dreigementen tegen socialisten, communisten en de gevestigde pers-organen, vergezeld van propaganda voor het fascistische Italië en diverse uitingen van fel-nationalisme en vurige Oranje-liefde. De Bezem sloeg aan; al spoedig liep het aantal lezers in de duizenden.

## Vereeniging De Bezem
Haighton meende nu dat de tijd rijp was om rond De Bezem een nieuwe partij met dezelfde naam op te richten. Daartoe moest eerst het Verbond van Actualisten geliquideerd worden. Sinclair regelde dat in november 1928. Direct daarna werd de Vereeniging De Bezem opgericht. Haighton poogde om voor de nieuwe vereniging een 'Koninklijke bewilliging' te verkrijgen, net zoals dat voor het Verbond van Actualisten het geval was geweest. Het ministerie van Justitie, inmiddels op de hoogte met de inhoud en de doelstellingen van het fascisme, verleende deze bewilliging echter niet.
Het bestuur van de vereniging bestond uit een Algemene Raad van vijftien leden, bijgestaan door een Algemeen Secretaris, een functie die werd vervuld door Sinclair. De leiding van de vereniging werd niet in handen van één persoon gelegd: het leidersprincipe had in die tijd nog geen wijdverbreide invoering gevonden bij politieke stromingen ter rechterzijde van het politieke spectrum. Haighton had, als de belangrijkste financier, wel de meeste touwtjes in handen. Omdat Sinclair als relatief wereldvreemde theoreticus niet de meest voor de hand liggende persoon was voor een op de praktijk gerichte functie als secretaris, bleek al snel zijn ongeschiktheid. Haighton had gewaarschuwd kunnen zijn, want ook al in het Verbond van Actualisten was Sinclairs ongeschiktheid voor werkzaamheden, de dagelijkse praktijk van de politiek betreffende, gebleken. De opkomst van de leider van de Amsterdamse afdeling van De Bezem, Jan Baars werd voor Haighton de aanleiding om zich van Sinclair te ontdoen. Jan Baars was een echt Amsterdams volkstype, zoon van een schoenmaker. In tegenstelling tot zijn intellectuele Bezem-kameraden had Baars het fascisme op straat leren kennen. Als werkloos arbeider was hij in de tweede helft van de jaren twintig sterk in de ban geraakt van het fascisme. Hij bleek over behoorlijke demagogische kwaliteiten te beschikken en was in staat met zijn welbespraaktheid arbeiders te bereiken, hetgeen de mogelijkheid bood dat De Bezem zijn bereik onder die doelgroep aanzienlijk zou kunnen uitbreiden. Het leiderschap sloot ook aan bij Baars' persoonlijke ambities. Toen Haighton Sinclair liet weten de voorkeur te geven aan Baars, ontstond er tussen beiden een niet meer te repareren verschil van inzicht en hoogoplopende ruzie. Sinclair royeerde Haighton als lid. Dit leidde tot een onherstelbare scheuring in maart 1930: het merendeel der Bezem-leden schaarde zich achter Haighton, slechts een heel gering aantal besloot Sinclair te volgen. Er verschenen nu enige tijd twee periodieken met dezelfde naam. Het blad van Sinclair (ook wel de Nood-Bezem genoemd) moest spoedig het loodje leggen vanwege gebrek aan financiën. De Bezem van Haighton en Baars ging op de oude voet voort.
Een volgende scheuring liet niet lang op zich wachten. De populariteit van Baars was snel rijzend - te snel naar Haightons zin. Er was ook sprake van groeiende politieke verschillen van inzicht; Haighton omarmde bijvoorbeeld het Duitse antisemitisme terwijl Baars daar niets van wilde weten. De bom barstte medio 1932, Baars richtte de Algemeene Nederlandsche Fascisten Bond op en Haighton verdween voor enige tijd naar de achtergrond van het Nederlandse politieke bestel.
 Portaal: Fascisme en nationaalsocialisme in Nederland · Fascisme · Nationaalsocialisme